# روکستون فالز، کبک
روکستون فالز (به فرانسوی: Roxton Falls) روستایی در منطقه شهری اکتون ناحیه مونترژی در استان کبک کانادا است. در سرشماری سال ۲۰۱۱ این روستا ۱٬۳۰۸ نفر جمعیت داشته‌است و مساحت آن ۵٫۲۵ کیلومتر مربع است.